# Anja van Kooten Niekerk
Anja van Kooten Niekerk (1 november 1953, Utrecht) is publicist en was de eerste vrouwelijke directeur van COC Nederland (1989-1995).

## Jeugd
Van Kooten Niekerk groeide met drie zusjes op in een gereformeerd gezin in Utrecht. Haar vader was een geschoolde arbeider die zijn avonduren besteedde aan verdere studie. Haar moeder had als oudste dochter nooit studiekansen gehad en stimuleerde haar eigen dochters daarom om wel een opleiding te volgen. Van Kooten Niekerk ging van 1966 tot 1972 naar het Christelijk Gymnasium Utrecht en deed daarna de Sociale Academie in Amsterdam van 1973 tot 1977. Rond haar 23ste besefte zij dat ze lesbisch was. Haar feministisch bewustzijn groeide en ze ging in 1975 stage lopen bij een vrouwengroep van het COC. Ze nam deel aan verschillende demonstraties, bijvoorbeeld voor abortus en tegen seksueel geweld (de Heksennacht).

## Loopbaan
Van Kooten Niekerk werkte van 1979 tot 1989 bij de Schorerstichting, een Nederlandse stichting voor de psychische en lichamelijke gezondheidszorg van homoseksuele mannen en vrouwen, biseksuelen en transgenders. Daarnaast schreef zij artikelen voor verschillende bladen, zoals Sek, LOVER en Homologie.
In 1982 richtte Van Kooten Niekerk samen met Sacha Wijmer en Bernadette de Wit het tijdschrift Diva op, het eerste landelijke lesbische tijdschrift. In 1985 publiceerde ze samen met Sacha Wijmer Verkeerde Vriendschap. Lesbisch Leven in de Jaren 1920-1960, een boek over de levensloop en ervaringen van oudere lesbische vrouwen. Zij was mede-initiatiefnemer van de tentoonstelling Goed Verkeerd in het Amsterdams Historisch Museum (oktober 1989 - februari 1990).
Van 1989 tot 1995 was Van Kooten Niekerk directeur van het Cultuur- en Ontspanningscentrum, de belangenorganisatie voor homoseksuelen. Later werd de organisatie hernoemd naar Nederlandse Vereniging tot Integratie van Homoseksualiteit COC. Als directeur van het COC verscheen Van Kooten Niekerk regelmatig in de media. Laurette Spoelman volgde haar op.
Van Kooten Niekerk bekleedde vervolgens managementfuncties bij Stichting Kinderopvang Humanitas (1995-2005) en Thuiszorg Rotterdam (2006). Van 2006 tot 2014 was zij directeur van het Wandelnet, een Nederlands samenwerkingsverband dat zich met wandelen bezighoudt en zich inzet voor wandelaars.